# سلطنة تيرنات
سلطنة تيرنات (كسولتانن تيرنات)، كان اسمها في الأصل سلطنة تيرناتي ولكن تغير اسمها لاحقا على اسم العاصمة تيرنات. والسلطنة هي إحدى أقدم الممالك الإسلامية في اندونيسيا وقد تأسست في 1257 على يد باب ماشور ملامو. ووصلت إلى أقصى مراحلها في عهد السلطان باب الله (1570—1583) وامتدت السلطنة إلى معظم الجزء الشرقي من اندونيسيا وجزء من جنوب الفلبين. وكان معظم الإنتاج العالمي من القرنفل يأتي منها مما جعل منها قوة عظمى في المنطقة ما بين القرنين 15 - 17.

## التاريخ

### التاريخ ماقبل الاستعمار
كانت تيرنات وجارتها تيدور هما المكان الوحيد المنتج للقرنفل في العالم مما أثر بشكل ايجابي على السلطنتين وأضحى حكامهما من أغنى وأقوى السلاطين في منطقة أندونيسيا. ولكن معظم تلك الأموال كانت تضيع على الحروب الدائرة بينهما. وحتى عندما اكتمل الهولنديون احتلالهم لكل جزر الملوك في القرن 19، فلا يزال سلاطين تيرنات يحكمون ولو بشكل اسمي على جزر أمبون وسولاوسي وبابوا.
ونتيجة لثقافتها التي تعتمد على التجارة، كانت تيرنات إحدى أقدم الأماكن التي انتشر فيها الإسلام بالمنطقة، وعلى الأرجح قد تكون قدمت من جاوة أواخر القرن 15. واقتصر الإسلام في البداية على العائلة الحاكمة لتيرنات، ثم بدأ في الانتشار على بقية السكان.
بدأ تحول العائلة المالكة لتيرنات إلى الإسلام في عهد الملك مرحوم (1465-1486) وفرض ابنه وخليفته زين العابدين (1486-1500) الشريعة الإسلامية على البلاد وحول المملكة إلى سلطنة إسلامية، واستبدل لقب كولانو (ملك) إلى لقب سلطان.
وكانت ذروة سلطة تيرنات في أواخر القرن السادس عشر تحت حكم السلطان باب الله (1570-1583) عندما هيمنت على معظم الجزء الشرقي من سولاوسي وأمبون ومنطقة سيرام وجزيرة تيمور وأجزاء من مينداناو الجنوبية وكذلك أجزاء من بابوا. وقد انشغلت كثيرا في حروب شرسة مع جارتها سلطنة تيدور للسيطرة على المنطقة.

### ظهور الأوربيون
أول ظهور للأوروبيين الذين بقوا في تيرنات هم البقية من الحملة الاستكشافية البرتغالية التي قادها فرانشيسكو سيرياو من ملقا، حيث تحطمت السفينة قرب سيرام فانقذهم السكان المحليين. وقد سمع السلطان «بيان الله» سلطان تيرنات (1500-1522) عن جنوح سفينتهم، ورأى أنها فرصة ليتحالف مع دولة أجنبية قوية، فجلب سيرياو إلى تيرنات في 1512 وجعله مستشارا عسكريا له، وتزوج بإمراة من أمبون، مع هذا فقد كانت العلاقات بين التيرنات والبرتغال متوترة منذ البداية بسبب مراسلات سيرياو إلى ماجلان، فقد كانت رسائله من الأهمية حيث أعطت معلومات عن الأراضي المنتجة للتوابل.
هذا الموقع البعيد عن أوروبا الذي جذب بصورة عامة المتهوريين والمخادعين ومن هم سيئي الأخلاق من البرتغاليين مع محاولات بسيطة للتنصير قد زاد من التوتر في العلاقات مع الحاكم المسلم لتيرنات. ففي سنة 1535 خلع البرتغاليون السلطان تباريجي وإرسلوه إلى غوا فاجبر على اعتناق المسيحية، وبعد أن أعلن براءته من التهم الموجهة إليه حاولوا ارجاعه لإستعادة عرشه الا انه توفي في الطريق إلى ملقا في 1545. وكان قد تنازل مرغما عن جزيرة أمبون للعراب البرتغالي خوردو دي فريتاس. ثم قتل البرتغاليون السلطان حيروم، فقام الأهالي الترناتيون بطرد البرتغاليين سنة 1575 بعد حصار دام خمس سنوات. فأضحت أمبون هي المركز الجديد للنشاطات البرتغالية في مالوكو. وبما أن القوى الأوروبية بالمنطقة ضعيفة في ذلك الوقت مما ساعد سلطنة تيرنات بالتوسع، وبدأت تحارب وبعنف شديد البرتغاليون في عهد السلطان باب الله (1570-1583) ثم ابنه السلطان سعيد.
في سنة 1606 استولت القوات الإسبانية على الحصن البرتغالي من التيرناتيون، ورحلوا سلطانها وحاشيته إلى مانيلا. وفي سنة 1607 عاد الهولنديون إلى تيرنات لمساعدة الأهالي في بناء حصن في مالايو، وقد قسمت الجزيرة بين قوتين: الإسبان المتحالفين مع سلطنة تيدور والهولنديون مع حلفائهم التيرناتيون. مع أن الهولنديون لم يكونوا مرحب بهم في تيرنات إلا أن وجودهم كان مفيدا، فقد أعطى للسلاطين ميزة عسكرية في مواجهة تيدور والأسبان. ففي عهد السلطان حمزة (1627-1648) توسعت تيرنات وعززت من سيطرتها على المنطقة، ومع أن الهولنديون لم يكن لهم تأثير قوي على السلطنة، إلا أن السلطان حمزة وحفيد أخيه خليفته السلطان ماندر سياه (1648-1675) قد تنازلا عن بعض المناطق لشركة الهند الشرقية الهولندية مقابل الدعم في لقمع تمرد داخل السلطنة. وفي سنة 1663 تخلى الإسبان عن مالوكو
في محاولة لإعادة تيرنات إلى مجدها السابق وطرد القوى الأوروبية، أعلن السلطان سيبوري (1675-1691) الحرب على هولندا، ولكن قوة تيرنات لم تكن كما كانت بالسابق، فقد تقلصت إلى حد كبير ولم يتمكن السلطان من تحقيق النصر مما اجبر على التخلي عن أراضي واسعة للهولنديون بموجب معاهدة مجحفة سنة 1683. من بنود تلك المعاهدة تخلي تيرنات عن استقلالها وتصبح تابعة للهولنديين. ومع ذلك فلم يكن سلاطين تيرنات وشعبها تحت السيطرة الهولندية الكاملة.
في القرن 18 كان تيرنات موقعا لشركة الهند الشرقية الهولندية، التي هيمنت على جميع تجارة جزر الملوك الشمالية. لكن ما أن حل القرن التاسع عشر إلا انخفضت تجارة التوابل بشكل كبير مما قلل من اهتمام الاستعمار الهولندي وتمركزهم في المنطقة وإن حافظوا على وجودهم لمنع أي قوة استعمارية أخرى من احتلالها. وفي عام 1800 أممت الحكومة الهولندية شركة الهند الشرقية الهولندية، فأصبحت تيرنات جزءا من حكومة جزر الملوك (Gouvernement der Molukken). وفي سنة 1810 احتلت القوات البريطانية تيرنات لكن مالبثت أن عادت إلى السيطرة الهولندية في 1817. وفي 1824 أصبحت تيرنات عاصمة إدارية (لمنطقة إدارية) تغطي هلما هيرا والساحل الغربي بأكمله لغينيا الجديدة والساحل الشرقي لجزيرة سولاوسي الوسطى. ثم اضيفت كل المناطق الهولندية المحتلة في غينيا الجديدة سنة 1867، ولكن تلك المناطق نقلت إلى أمبون (Amboina) تدريجيا إلى أن حلت منطقة تيرنات واندمجت معها في 1922.
بدأ السلطان حاجي محمد عثمان (1896 - 1914) بالتحريض على التمرد في محاولة أخيرة لإخراج الهولنديون، لكنه فشل وخلع من الحكم وصودرت ممتلكاته ونفي إلى باندونغ، حيث بقي فيها سنواته المتبقية حتى 1927. وظل سلطان تيرنات شاغرا ما بين سنوات 1914-1927 عندما عين مجلس الوزراء وبمباركة الهولنديين ولي العهد اسكندر محمد جابر كسلطان جديد.

## الحكام
في الأيام الأولى شعب تيرنات كان كل من يقوده يُلقب «مومول». بعد تشكيل الحكومة، تولى إدارة القيادة ملك يُلقب 'كولانو'. منذ منتصف القرن الخامس عشر، تم تبني الإسلام بالكامل من قبل الحكومة ودخل تطبيق الشريعة الاسلامية حيز التنفيذ. ترك السلطان زين العابدين لقب كولانو واستبدله بلقب سلطان. وأصبح العلماء شخصيات مهمة في الحكومة.
| كولانو وسلطان تيرنات                  | مدة الحكم                  |
| ------------------------------------- | -------------------------- |
| باب مشور مالامو                       | 1257 - 1277                |
| Jamin Qadrat                          | 1277 - 1284                |
| Komala Abu Said                       | 1284 - 1298                |
| Bakuku (Kalabata)                     | 1298 - 1304                |
| Ngara Malamo (Komala)                 | 1304 - 1317                |
| Patsaranga Malamo                     | 1317 - 1322                |
| Cili Aiya (Sidang Arif Malamo)        | 1322 - 1331                |
| Panji Malamo                          | 1331 - 1332                |
| Syah Alam                             | 1332 - 1343                |
| Tulu Malamo                           | 1343 - 1347                |
| Kie Mabiji (Abu Hayat I)              | 1347 - 1350                |
| Ngolo Macahaya                        | 1350 - 1357                |
| Momole                                | 1357 - 1359                |
| Gapi Malamo I                         | 1359 - 1372                |
| Gapi Baguna I                         | 1372 - 1377                |
| Komala Pulu                           | 1377 - 1432                |
| Marhum (Gapi Baguna II)               | 1432 - 1486                |
| زين العابدين                          | 1486 - 1500                |
| Sultan Bayanullah                     | 1500 - 1522                |
| Hidayatullah                          | 1522 - 1529                |
| Abu Hayat II                          | 1529 - 1533                |
| Tabariji                              | 1533 - 1534                |
| Khairun Jamil                         | 1535 - 1570                |
| Babullah Datu Syah                    | 1570 - 1583                |
| Said Barakat Syah                     | 1583 - 1606                |
| Mudaffar Syah I                       | 1607 - 1627                |
| Hamzah                                | 1627 - 1648                |
| Mandarsyah                            | 1648 - 1650 (masa pertama) |
| Manila                                | 1650 - 1655                |
| Mandarsyah                            | 1655 - 1675 (masa kedua)   |
| Sibori                                | 1675 - 1689                |
| Said Fatahullah                       | 1689 - 1714                |
| Amir Iskandar Zulkarnain Syaifuddin   | 1714 - 1751                |
| Ayan Syah                             | 1751 - 1754                |
| Syah Mardan                           | 1755 - 1763                |
| Jalaluddin                            | 1763 - 1774                |
| Harunsyah                             | 1774 - 1781                |
| Achral                                | 1781 - 1796                |
| Muhammad Yasin                        | 1796 - 1801                |
| Muhammad Ali                          | 1807 - 1821                |
| Muhammad Sarmoli                      | 1821 - 1823                |
| Muhammad Zain                         | 1823 - 1859                |
| Muhammad Arsyad                       | 1859 - 1876                |
| Ayanhar                               | 1879 - 1900                |
| Muhammad Ilham (Kolano Ara Rimoi)     | 1900 - 1902                |
| Haji Muhammad Usman Syah              | 1902 - 1915                |
| Iskandar Muhammad Djabir Sjah         | 1929 - 1975                |
| Haji Mudaffar Syah (Mudaffar Syah II) | 1975 – 2015                |

## الذرية
لا تزال السلالة التي حكمت تيرنات موجودة إلى اليوم وكذلك السلطنة، إلا أن ليس لديهم أي سلطة سياسية. فلا تزال تيرنات تحكمها نفس السلالة القادمة من أول حاكم لها وهو باب ماشور مالامو في القرن الثالث عشر. وحاكمها الحالي هو صاحب السمو السلطان مظفر الثاني سياه الذي يحكمها منذ سنة 1986.